# Valerianella discoidea
Valerianella discoidea är en kaprifolväxtart som först beskrevs av Carl von Linné, och fick sitt nu gällande namn av Jean Loiseleur-Deslongchamps. Valerianella discoidea ingår i släktet klynnen, och familjen kaprifolväxter. Inga underarter finns listade i Catalogue of Life.